# كوسم سلطان
السلطانة كوسَم (بالتركية: Kösem Sultan) وتُعرف أيضًا باسم السلطانة ماه پيكر (بالتركية: Mahpeyker Sultan) (أي: وجه القمر)، أو «خاصكي كوسَم ماه بيكر سلطان»، واسمها الحقيقي «أناستاسيا» (بالإنجليزية: Anastasia). وُلِدت في اليونان، وتذكر بعض المصادر أنّها ولدت في البوسنة عام 999 هـ / 1589م. عاشت في الفترة (1589م – 2 سبتمبر 1651م)، وهي واحدة من أقوى النساء في التاريخ العثماني وأكثرهن نفوذًا، وحاصلة على لقب «السلطانة الأم».
أرْسِلت أناستاسيا من اليونان إلى إسطنبول عاصمة الدولة العثمانية من قبل والي البوسنة، ومع دخولها الإسلام في قصر توبكابي غيَّرت اسمها لاسم «كوسَم». وسُمِّيت باسم «ماه بيكر» بفضل حُبِّ السلطان العثماني الرابع عشر أحمد الأول (حكم من 1012هـ / 1603م - حتى عام 1026هـ / 1617م) لها وبعد أن أسلمت تزوجت منه، وهكذا بدأت حياتها الجديدة في قصر توبكابي.
اكتسبت السلطانة كوسم سلطتها في الدولة العثمانية عن طريق زوجها، ثم من خلال ابنهما مراد الرابع (حكم من 1623م – 1640م) وإبراهيم الأول (حكم من 1640م – 1648م)، وأخيرًا من خلال حفيدها القاصر محمد الرابع (حكم من 1648م – 1687م). تقلدت منصب السلطانة الأم أثناء حكم ابنيها مراد وإبراهيم.

## حياتها المبكرة
ترجع كوسَم إلى أصل رومي (يوناني) ويُقال أن والدها كان أسقفًا في جزيرة تينوس، واسمها الأصلي هو آناستاسيا. اشتراها «سيد أسياد» البوسنة  وأرسلها إلى إسطنبول عاصمة الدولة العثمانية إلى حرم السلطان أحمد الأول، وقد كانت في سن الخامسة عشرة. وبعد أن أسلمت تغير اسمها إلى مه بيكر، وغيّر السلطان أحمد اسمها فيما بعد إلى كوسَم. نُقلت إلى القصر القديم عند وفاة زوجها السلطان أحمد الأول في سنة 1617م، وعندما تولى ابنها مراد الرابع عرش السلطنة العثمانية في سنة 1623م أعادها وقلدها منصب السلطانة الأم.

## خاصكي سلطان

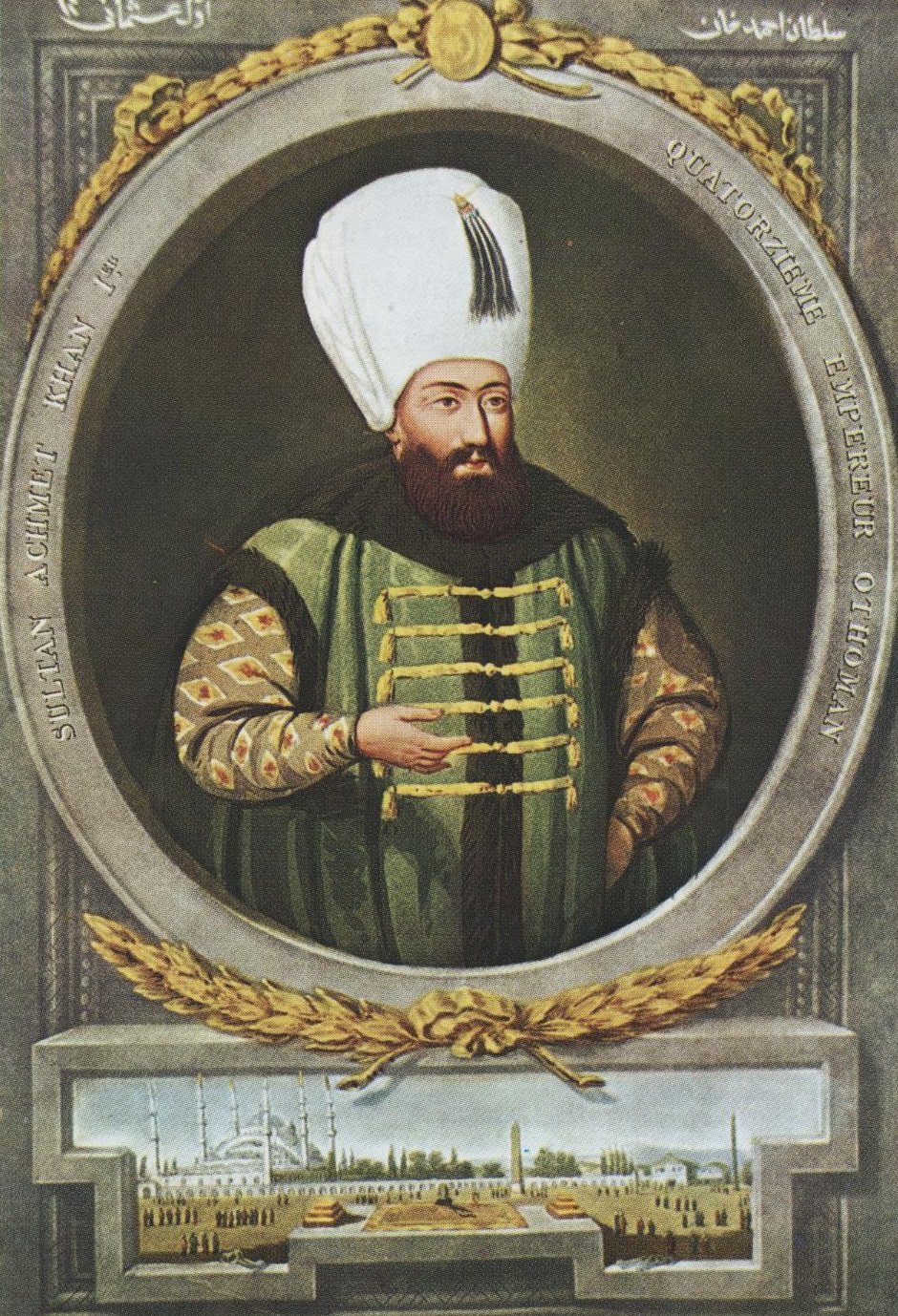
سلطان أحمد الأول

صُعدت كوسم إلى الصدارة في وقت مبكر من عهد السلطان أحمد كجزء من سلسلة من التغييرات في التسلسل الهرمي للحرم السلطاني. حُرمت السلطانة صفية، جدة السلطان أحمد القوية، من السلطة ونُفِيت إلى القصر القديم (إسكي سراي) في يناير 1604، وتوفيت السلطانة هندان، والدة السلطان أحمد، في نوفمبر من العام التالي. سمح هذان المنصبان لكوسم بالارتقاء إلى قمة هرم الحرم السلطاني من منصبها السابق بصفتها زوجة الثانية أو الثالثة للسلطان.(ص.105)
ذكر سفير البندقية سيمون كونتاريني كوسم في تقريره عام 1612 وصورها على النحو التالي: «[امرأة] تتمتع بجمال ودهاء، علاوة على ذلك... من بين العديد من المواهب، تغني بامتياز، ومن هنا تظل محبوبًا للغاية من قبل الملك... لا يعني ذلك أنها تحظى باحترام الجميع، ولكن يتم الاستماع إليها في بعض الامور وهي المفضلة عند الملك الذي يريدها دائما بجانبه.»(ص.105) كما ذكرت كونتاريني في عام 1612 أن السلطان أحمد أمر بضرب امرأة لأنها أزعجت كوسم. يعتقد بعض المؤرخون ان الامرأة كانت زوجة السلطان أحمد الأولى، ماه فيروز، التي كانت والدة عثمان الابن الأكبر لأحمد.(ص.233)
ازداد نفوذ كوسم على السلطان أحمد في السنوات التالية ويقال إنها عملت كأحد مستشاريه. ومع ذلك، فقد امتنعت عن توريط نفسها باستمرار في القضايا الخطيرة لأن السلطان رفض أن تطغى زوجته على بظلالها. تُتهم كوسم أحيانًا بمحاولة الحفاظ على منصبها وتأثيرها طوال حياتها المهنية الطويلة «بدلاً من مهنة السلطان أو السلالة». وفقًا لكريستوفورو فاليير، السفير البندقي، في عام 1616: «كان من المفترض أن يقصد حذرها تفادي استياء السلطان، الذي كان حريصًا على تجنب أن يبدو أنه محكوم من قبل امرأة، كما كان والده. يمكنها أن تفعل ما تشاء مع الملك وتتمتع بقلبه المطلق ولا يحرمها أي شيء على الإطلاق». ومع ذلك، أشار كونتاريني إلى أن كوسم «تكبح نفسها بحكمة كبيرة من التحدث [إلى السلطان] كثيرًا عن الأمور الجادة وشؤون الدولة».(ص.105 ،106)

## أعمال الخير

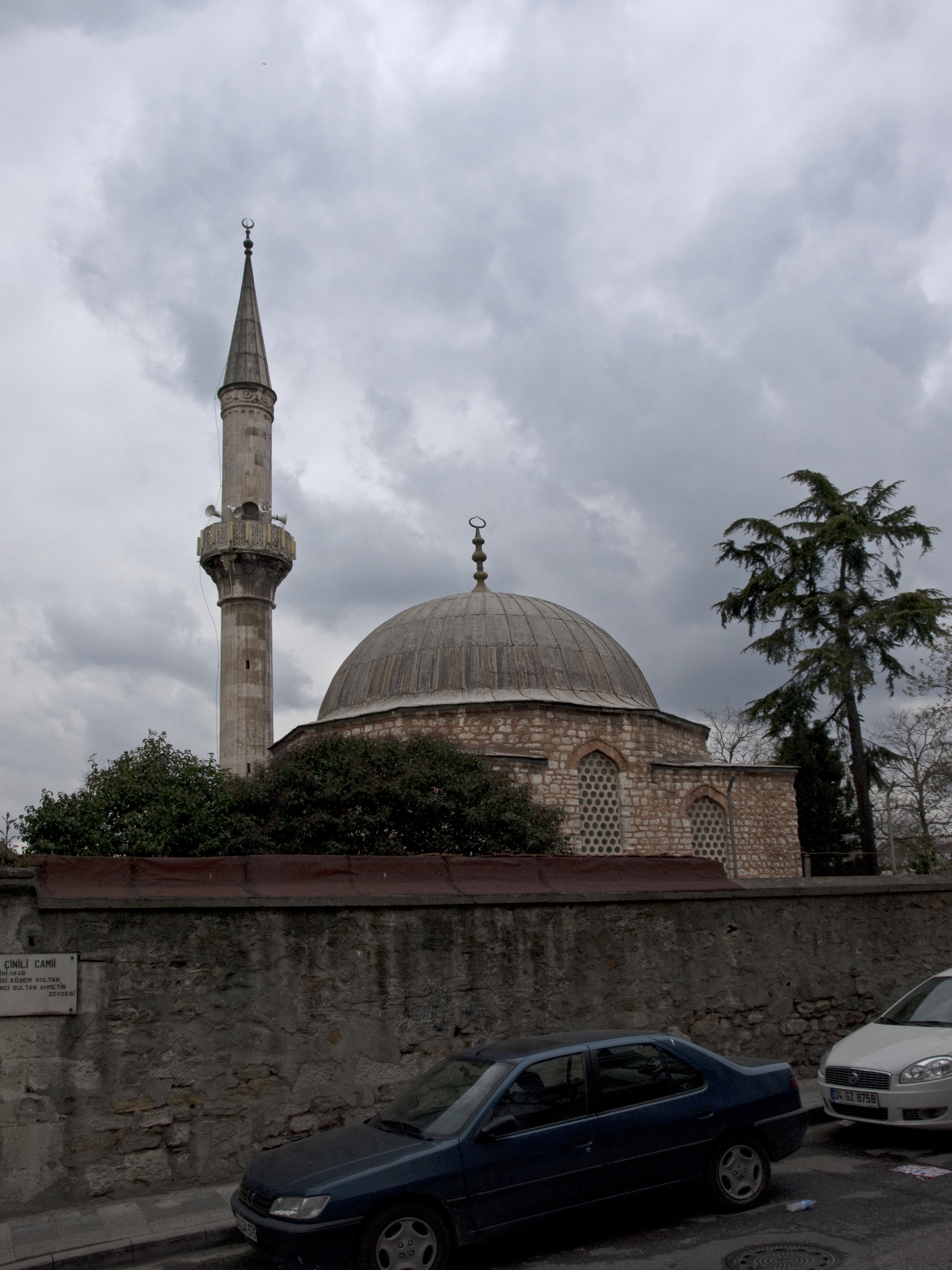
المسجد ذو القرميد (الصيني) الذي يقع في منطقة أسكدار بإسطنبول، الذي بنته السلطانة كوسم. بدأ بناء المسجد عام 1638م، وافتتح للعبادة في عام 1640م. وتعكس عمارة المساجد العثمانية. تم تجديده في عامي 1938 و 1965م.

قدمت السلطانة كوسَم التبرعات والأعمال الخيرية على السواء بالنسبة للشعب وللطبقة الحاكمة في الدولة. واشتهرت كوسَم سلطان بالأعمال الخيرية بتقديم المساعدات للفقراء في جميع أنحاء الدولة العثمانية، وفي كل سنة من شهر شعبان كانت تزور السجن وتدفع الديون عن المحكومين الذين حكم عليهم بالسجن بسبب ديونهم، وتطلق سراحهم من السجن كما ساعدت المسلمين الموجودين في مكة والمدينة.
- زارت السجون في كل عام، ودفعت الديون عن الغارمين الذين تم سجنهم.
- جهزت بنات الأسر الفقيرة بجهاز العروس عند الزواج.
- موّلت أعمال الري في مصر.
- قدمت الإغاثة لفقراء مكة.
- اشتهرت بعملها الخيري وبتحرير العبيد عندها بعد 3 سنوات من الخدمة.

### الأبنية
اهتمت السلطانة كوسَم بتشييد ما ينفع الناس، من مساجد ومدارس وينابيع مياه للشرب (نوافير) وبيوت المسافرين وغيره، ومن ذلك:
- بَنَت مسجد بالقرميد الصيني (بالتركية: Çinili Camii) ومدرسة بالقرب منه في منطقة أوسكودار باسطنبول في عام 1640م.
- بَنَت أيضا مساجد صغيرة وينبوع مياه «مدرسة الوالدة» في قرية «أناضولو كافاي» (بالتركية: Anadolu Kavağı) باسطنبول.
- ينبوع مياه في «يني كابي» (بالتركية: Yeni Kapı) باسطنبول.
- مساجد «والدة خان».
- ينابيع مياه (نوافير) في بشيكطاش وأيوب (منطقة مدفن أبو أيوب الأنصاري) باسطنبول.
- بَنَت كاروانِسرايُ «الوالدة» (بيت للمسافرين والقوافل) في منطقة «تشاكماكتشيلار يوكوشو» (بالتركية: Çakmakçilar Yokuşu) باسطنبول.
- ومن المعروف أيضا أنها قد وضعت ينابيع مياه (نوافير) بنيت خارج مدينة إسطنبول.

## أبناؤها وبناتها
| |  |  |
| ابني السلطانة كوسم الذين حكما الدولة العثمانية. على اليمين: السلطان مراد الرابع (1612م – 1640م) على اليسار: السلطان إبراهيم الأول (1615م – 1648م). |  |  |

### أبناء
1. شاه زاده محمد (8 مارس 1605 - قتل 12 يناير 1621).
2. مراد الرابع (26/27 يوليو 1612 - 8 فبراير 1640). أصبح السلطان العثماني ال17 من 20 يناير 1623 حتى وفاته.
3. شاهزادة قاسم (أوائل 1614 - 17 فبراير 1638)، ولي العهد منذ 1635.
4. شاهزاده سليمان (1615 - قُتل في 27 يوليو 1635).
5. إبراهيم (5 نوفمبر 1615 - 18 أغسطس 1648). أصبح السلطان العثماني ال18 من 9 فبراير 1640 حتى 12 أغسطس 1648.

### بنات
1. عائشة سلطان (1605- مايو 1657).
2. فاطمة سلطان (1606-1670).
3. جوهرخان سلطان (1608-1660).
4. خانزاده سلطان (1609 - 21 سبتمبر 1650).
5. عاتكة سلطان (1613 -1674).

## وفاتها
كانت كوسَم سلطان تقوم في كل فرصة بعزل أبنائها وأحفادها من السلطة وإدارة الدولة، فقد أرادت استبدال محمد الرابع بحفيدٍ آخر إلا أنّ السلطانة خديجة تورهان أم السلطان محمد الرابع انزعجت من ذلك، ولم تكن مطمئنة من كوسَم سلطان، فلذلك أمرت باغتيالها في عام 1061هـ / 1651م.
قُتلت كوسَم خنقا، وبعد وفاتها نُقل جسدها من قصر طوب قابي إلى القصر القديم (بالتركية: Eski Sarayı) ثم دُفنت بجانب قبر زوجها أحمد الأول في منطقة سلطان أحمد باسطنبول.
عندما علم أهل القسطنطينية بوفاتها، أقاموا عليها الحداد ثلاثة أيام.

## في الثقافة الشعبية
- فيلم: شباب عثمان والسلطان مراد خان (1962). قامت «محترم نور» (Muhterem Nur) بأداء دور السلطانة كوسيم.
- مسلسل تلفزيوني: مراد الرابع (1980). قامت «آيتن غوجتشر» (Ayten Gökçer) بأداء دور السلطانة كوسيم.
- فيلم: تحت أجنحة إسطنبول (1996). قامت «زُهال أولجاي» (Zuhal Olcay) بأداء دور السلطانة كوسيم.
- مسرح أنقرة (موسم 2013-2014). قامت «أوزلم إيرسونميز» (Özlem Ersönmez) بأداء دور السلطانة كوسيم.
- مه بيكر: السلطانة كوسيم (2015)، قامت «بيرين سات» (Beren Saat) بأداء دور السلطانة كوسيم في شبابها، بينما قامت «نورغول يشيلتشايي» (Nurgül Gültekin Yeşilçay) بدورها عند كبر سنها.

## معرض الصور

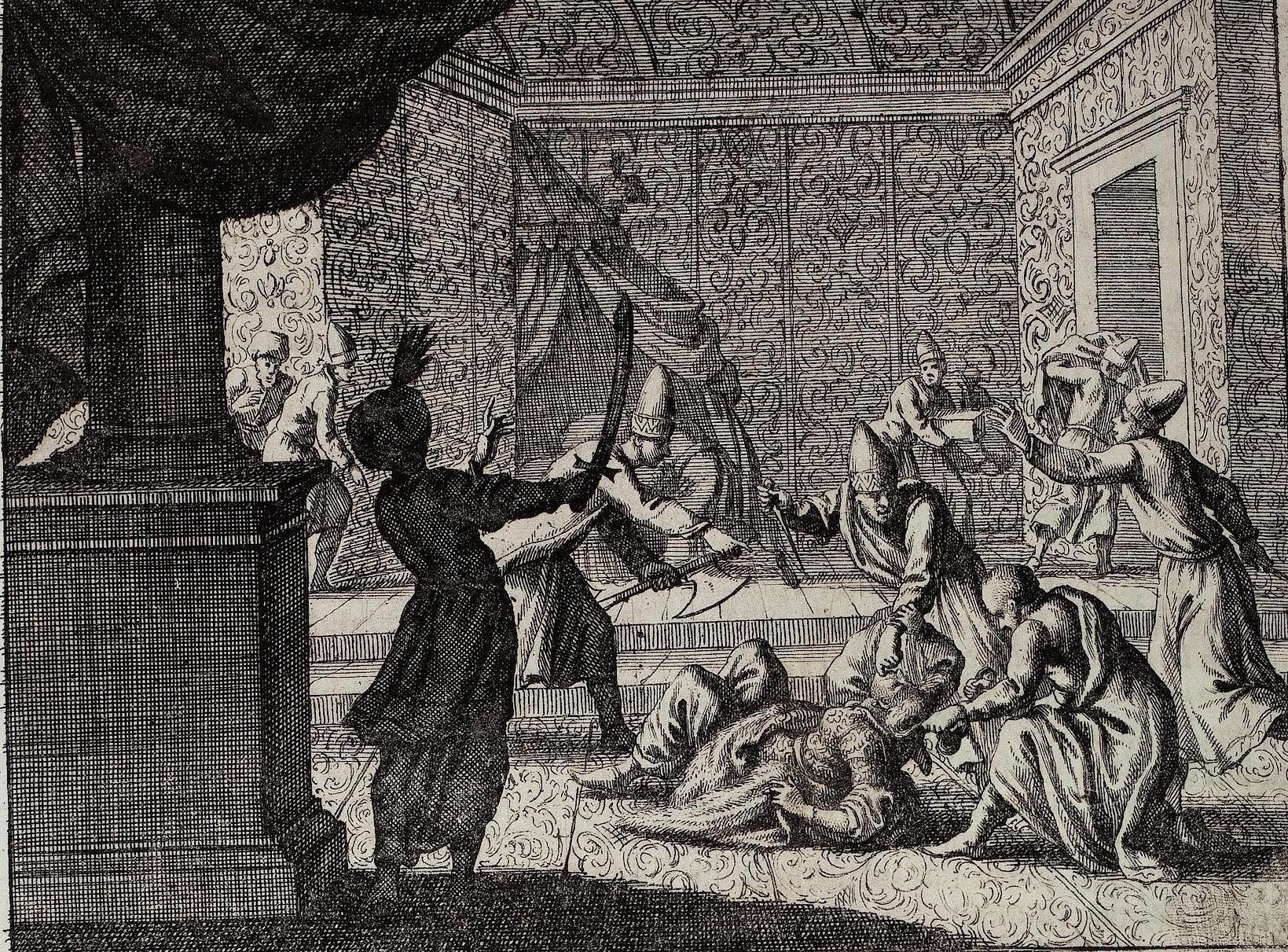
مقتل السلطانة كوسم.

## هوامش
1. ↑   http://www.islamansiklopedisi.info/dia/pdf/c26/c260166.pdf. {{استشهاد ويب}}: |url= بحاجة لعنوان (مساعدة) والوسيط |title= غير موجود أو فارغ (من ويكي بيانات) (مساعدة)
2. ↑  mahpeyker، معاني الأسماء التركية نسخة محفوظة 02 ديسمبر 2017 على موقع واي باك مشين.
3. 1 2  Douglas Arthur Howard, The official History of Turkey, Greenwood Press, isbn= 0-313-30708-3, p. 195
4. ↑  Bator, Robert, – Rothero, Chris (2000). Daily Life in Ancient and Modern Istanbul. Twenty-First Century Books. ص. 42. ISBN:0-8225-3217-4. When such a son became sultan, his slave mother would become the most powerful woman in the Ottoman Empire. The Macedonian slave Kösem earned this distinction{{استشهاد بكتاب}}:  صيانة الاستشهاد: أسماء متعددة: قائمة المؤلفين (link)
5. ↑  Akbar, M. J. (2002). The Shade of Swords: Jihad and the Conflict Between Islam and Christianity. Routledge. ص. 89. ISBN:0-415-28470-8. مؤرشف من الأصل في 2022-05-07. His mother, Valide Kosem, said to be the most powerful woman in the history of the dynasty, ruled in his name.
6. ↑  Westheimer, Ruth Karola, – Kaplan, Steven (2001). Power. University of Virginia: Madison Books. ص. 19. ISBN:1-56833-230-0. Maypeyker Sultan, better known as Kösem Sultan, is remembered by the Turks as the most powerful woman of her time{{استشهاد بكتاب}}:  صيانة الاستشهاد: أسماء متعددة: قائمة المؤلفين (link)
7. 1 2 3 4  كوندوز. ص. 323.
8. ↑  al-Ayvansarayî, Hafiz Hüseyin  ; Crane, Howard (2000). The garden of the mosques : Hafiz Hüseyin al-Ayvansarayî's guide to the Muslim monuments of Ottoman Istanbul. Brill. ص. 21. ISBN:90-04-11242-1. Kosem Valide Mahpeyker, known also simply as Kosem Sultan (c. 1589–1651), consort of Sultan Ahmed I and mother of Murad IV and Ibrahim I. Greek by birth, she exercised a decisive influence in the Ottoman state{{استشهاد بكتاب}}:  صيانة الاستشهاد: أسماء متعددة: قائمة المؤلفين (link)
9. ↑  "Kosem Sultan (Ottoman sultana) – Britannica Online Encyclopedia". Britannica.com. مؤرشف من الأصل في 2008-10-07. اطلع عليه بتاريخ 2012-03-11.
10. ↑  Gibb, Sir Hamilton Alexander Rosskeen (1954). The Encyclopaedia of Islam. Brill. ص. 597. ISBN:90-04-07026-5. مؤرشف من الأصل في 2022-04-07. Kosem [qv] Mahpeyker, a woman of Greek origin (Anastasia, 1585–1651)
11. 1 2  Davis, Fanny (1970). The Palace of Topkapi in Istanbul. Scribner. ص. 227–228. OCLC:636864790. مؤرشف من الأصل في 2022-06-01. Kosem was said to have been the daughter of a Greek priest of one of the Aegean islands, probably captured during one of the Ottoman-Venetian maritime campaigns. Her name was Anastasia but was changed after her conversion, no doubt on her admission to the palace, to Mâh-Peyker (Moon-Shaped), and later by Sultan Ahmet to Kosem
12. ↑  Hogan, Christine (2006). The Veiled Lands: A Woman's Journey Into the Heart of the Islamic World. Macmillan Publishers Aus. ص. 74. ISBN:9781405037013.
13. 1 2  Freely, John (1996). Istanbul: the imperial city. Viking. ص. 215. ISBN:0-14-024461-1. Then around 1608 Ahmet found a new favourite, a Greek girl named Anastasia, who had been captured on the island of Tinos and sent as a slave to the Harem, where she took the name of Kosem
14. ↑  Sonyel, Salâhi Ramadan (1993). Minorities and the destruction of the Ottoman Empire. Turkish Historical Society Printing House. ص. 61. ISBN:975-16-0544-X. Many of the women of the harem were non-Muslim, for example Kösem Sultan was born in 1590 as Anastasia. The Governor of Bosnia had sent her to the Sultan. She was the wife of Ahmet I (1603–17), and the mother of Murat IV (1623–40), and of Ibrahim I (1640–8)
15. ↑  Amila Buturović, İrvin Cemil Schick (2007). Women in the Ottoman Balkans: gender, culture and history. I.B.Tauris. ص. 23. ISBN:1-84511-505-8. Kösem, who was of Greek origin. Orphaned very young, she found herself at the age of fifteen in the harem of Sultan Ahmed I.
16. 1 2 3 4  Peirce, Leslie P. (1993), The Imperial Harem: Women and Sovereignty in the Ottoman Empire, Oxford University Press, ISBN 0195086775 نسخة محفوظة 18 نوفمبر 2021 على موقع واي باك مشين.